# 452. pehotni polk (Wehrmacht)
452. pehotni polk (izvirno nemško Infanterie-Regiment 452) je bil eden izmed pehotnih polkov v sestavi redne nemške kopenske vojske med drugo svetovno vojno.

## Zgodovina
Polk je bil ustanovljen 26. avgusta 1939 kot polk 4. vala v Wehr Kreisu VIII z reorganizacijo nadomestnih bataljonov iz 28., 38. in 84. pehotnega polka; polk je bil dodeljen 252. pehotni diviziji.
8. oktobra 1940 sta bila štab in III. bataljon dodeljena 459. pehotnemu polku, kjer sta predstavljala ogrodje za novi polk; obe enoti so nadomestili. 11. novembra 1941 je bil polk uničen v bojih in odstranjen iz sestave divizije. 